# Rada vlády pro lidská práva

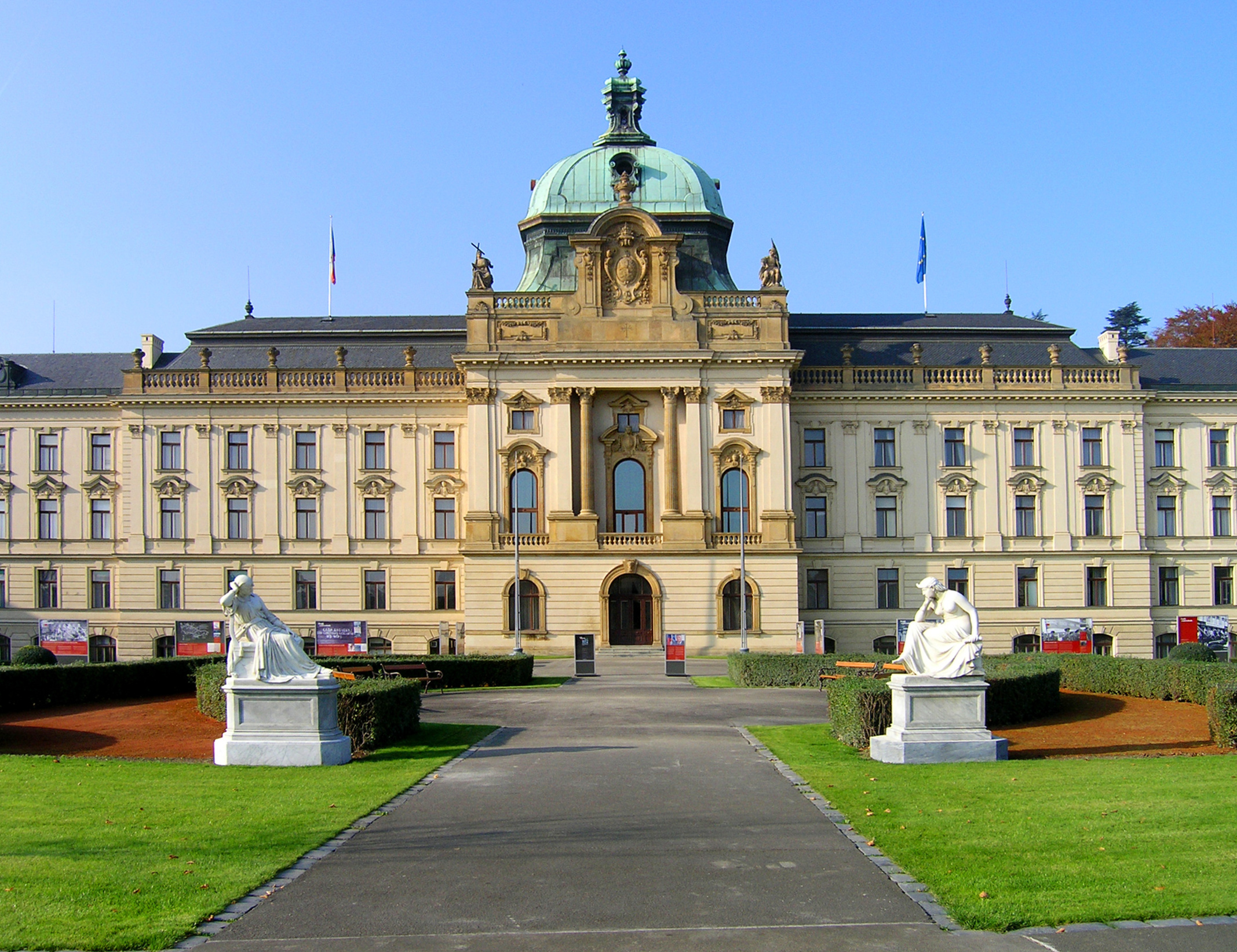
Úřad vlády, sídlo Rady vlády pro lidská práva

Rada vlády pro lidská práva je poradním orgánem vlády ČR, který se zabývá otázkami ochrany lidských práv a základních svobod, zejména v souvislosti s dodržováním Ústavy, Listiny základních práv a svobod a dalších zákonů i mezinárodních smluv týkajících se lidských práv. 
V radě zasedají zástupci ministerstev a státních úřadů i zástupci občanské a odborné veřejnosti. Zřízena byla koncem roku 1998 a provozně spadá pod Úřad vlády. Rada každoročně zpracovává Zprávu o stavu lidských práv ČR a předseda rady ji předkládá Vládě. Kromě koncepčních dokumentů předkládá i konkrétní návrhy opatření pro zlepšení dodržování lidských práv.

## Předsedové
Předsedou Rady vlády pro lidská práva byl od vzniku rady do května 2014 vládní zmocněnec pro lidská práva, od května 2014 je předsedou rady člen vlády, v jehož působnosti jsou lidská práva a rovné příležitosti. Není-li žádný člen vlády se zmíněným pověřením, přechází funkce předsedy rady na předsedu vlády. Vládní zmocněnec pro lidská práva je od května 2014 výkonným místopředsedou rady.
Předseda rady a vládní zmocněnec pro lidská práva:
- Petr Uhl (září 1998 – únor 2001)
- Jan Jařab (8. března 2001 – 31. října 2004)
- Svatopluk Karásek (3. listopadu 2004 – 20. září 2006)
- Jan Litomiský (21. září 2006 – 19. dubna 2010)
- Michael Kocáb (20. dubna 2010 – 15. září 2010)[2]
- Monika Šimůnková (16. února 2011 – 17. října 2013)[3]
- funkce neobsazena (17. října 2013 – 21. května 2014)

Předseda rady:
- Jiří Dienstbier mladší (21. května 2014 – 30. listopadu 2016)
- Jan Chvojka (5. prosince 2016 – 13. prosince 2017)
- Robert Pelikán (13. prosince 2017 – 27. června 2018)
- Andrej Babiš (27. června 2018 – 17. prosince 2021)
- Petr Fiala (od 17. prosince 2021)

Výkonný místopředseda rady a vládní zmocněnec pro lidská práva:
- funkce neobsazena (21. května 2014 – 27. června 2018)
- Martina Štěpánková (27. června 2018 – 31. března 2019)[4]
- Helena Válková (6. května 2019[5] – 31. ledna 2022)
- Klára Šimáčková Laurenčíková (od 11. května 2022)

## Výbory
Rada zřizuje dočasné nebo trvalé odborné výbory a pracovní skupiny.
- Výbor pro občanská a politická práva
- Výbor pro hospodářská, sociální a kulturní práva
- Výbor proti mučení a jinému nelidskému, krutému, ponižujícímu zacházení a trestání
- Výbor pro práva dítěte
- Výbor pro práva cizinců
- Výbor pro lidská práva a biomedicínu
- Výbor pro sexuální menšiny
- Výbor proti diskriminaci